# Антонов, Пётр Дмитриевич
Пётр Дмитриевич Антонов (31 декабря 1934, Иркутск, Восточно-Сибирский край — 7 августа 2016, Ангарск, Иркутская область) — советский и российский тренер по футболу и хоккею с мячом, заслуженный работник физической культуры Российской Федерации, Почётный гражданин города Ангарска.

## Биография
В юношеском возрасте увлёкся хоккеем с мячом выступал в команде Иркутского горно-металлургического института. По профессии ― геолог. Также играл в составе команды «Локомотив» (Иркутск) в 1957—1960 гг. В 1960 году его команда одержала победу на чемпионате РСФСР.
В 1959 году в Ангарске начала работать тренером по футболу и хоккею с мячом. Под его руководством в 1974—1977 годах футбольные юношеские команды Ангарска одержали ряд побед на чемпионатах и первенствах РСФСР. Свыше двадцати воспитанников Антонова также выступали в командах мастеров высшей и первой лиг.
Был наставником таких известных спортсменов, как Юрий Кузнецов, Владимир Поконин, Сергей Дементьев, Юрий Колесников и многих других, в том числе и тех, кто впоследствии сами стали тренерами — Валерий Толчев, Олег Измайлов, Сергей Бологов, сын Андрей Антонов.
Имел статус судьи республиканской категории и принимал участие в проведении турниров различных масштабов. Проводил занятия по подготовке судей и тренеров. Благодаря его личному участию в Иркутской области были созданы десятки детских клубов и команд.
Вплоть до последних дней своей жизни работал тренером-преподавателем по футболу в Комплексной детско-юношеской спортивной школы олимпийского резерва «Ангара».
В июне 2017 года в Ангарске был проведён турнир памяти Петра Антонова среди пожилых спортсменов.

## Награды и почётные звания
- Заслуженный работник физической культуры РФ (2003).
- Отличник физической культуры и спорта (1991)
- Медаль «За доблестный труд в ознаменование 100-летия со дня рождения В. И. Ленина» (1970)
- Почётное звание «Ветеран труда»
- Почётный гражданин города Ангарска (2009)[3]